# Robin Cook (spisovatel)
Robin Cook (* 4. května 1940, New York) je americký lékař a spisovatel, který se proslavil zejména literárními díly z oblasti medicíny, která píše ve formě thrilleru.

## Život a dílo
V roce 1966 absolvoval úspěšně medicínu na Kolumbijské univerzitě. Po studiích působil na chirurgii Queenské nemocnice v Honolulu, sloužil v americkém námořnictvu a dosáhl hodnosti poručíka. V roce 1971 nastoupil na oční kliniku v Massachusetts, kde zůstal až do roku 1975. Následně si otevřel soukromou ordinaci v Bostonu, kde v roce 1977 napsal román Kóma (Coma), který se ihned po vydání stal bestsellerem a o necelý rok později 1978 se dočkal jako Cookova první kniha i filmového zpracování. Vůbec prvním dílem, jež napsal, však byla kniha Stážista (The Year of the Intern), která vyšla v USA v roce 1972. Také některé z jeho dalších knih (včetně Kómatu) se dočkaly i filmové podoby. Vydavatelem jeho knih se stal Reader's Digest[zdroj?], v ČR pak Ikar, potažmo Knižní klub.

## Styl psaní
Píše převážně romány z lékařského prostřední (výjimku tvoří Sfinga z roku 1979 a Planeta Interterra z roku 2000). Některá z jeho děl jsou nadčasová, převážně však dost přesně popisuje prostředí současné medicíny. I když se tedy jeho díla v mnoha případech stávají sci-fi, reálně zapadají do současného světa a jsou kritikou přijímána velmi příznivě.

## Filmové adaptace
- 1978 – V Kómatu
- 1983 – Sfinga
- 1993 – Kořeny zla
- 1994 – Smrt na počkání
- 1995 – Virus
- 1996 – Konečná stanice
- 1997 – Invaze z galaxie (NBC TV minisérie)
- 2001 – Únosné riziko
- 2008 – Americký webový padesátidílný seriál na námět knihy Foreign Body
- 2012 – Kóma